# Коричневогузый азиатский трогон
Коричневогузый азиатский трогон (лат. Harpactes orrhophaeus) — вид птиц семейства трогоновых. Выделяют два подвида.

## Среда обитания
Естественная среда обитания коричневогузого азиатского трогона — субтропические или тропические влажные низинные леса и субтропические или тропические влажные горные леса на полуостровной части территорий Таиланда и Малайзии. Гнездовым ареалом птицы является Индомалайская зона. Виду угрожает потеря среды обитания.

## Описание
У самца чёрный капюшон, синий клюв, брови и окологлазное кольцо. Верхняя часть бледно-коричневая, а нижняя — розово-красная. Хвост сверху коричневый, на внутренней стороне белый с чёрной каймой. У самок тёмно-коричневая голова с каштановыми пятнами вокруг глаз и уздечки. Нижняя часть желтоватая.

## Рацион
Коричневогузый азиатский трогон питается в основном насекомыми, ловя их на высоте 2—3 метра над землёй.

## Миграция
Коричневогузый азиатский трогон — оседлый вид, он не мигрирует.